# Сандугачівська сільська рада
Сандуга́чівська сільська рада (рос. Сандугачевский сельский совет) — муніципальне утворення у складі Янаульського району Башкортостану, Росія. Адміністративний центр — село Сандугач.
Станом на 2002 рік сільрада називалась Сандугацька сільська рада.

## Населення
Населення — 1179 осіб (2019, 1446 в 2010, 1629 в 2002).

## Склад
До складу поселення входять такі населені пункти:
| Населений пункт      | Населення, осіб (2002) | Населення, осіб (2010) |
| -------------------- | ---------------------- | ---------------------- |
| Арлян, присілок      | 118                    | 93                     |
| Барабановка, село    | 405                    | 373                    |
| Нова Кірга, присілок | 73                     | 51                     |
| Норканово, присілок  | 143                    | 132                    |
| Рабак, село          | 453                    | 366                    |
| Сандугач, село       | 437                    | 431                    |